# سالفوردز
سالفوردز (به انگلیسی: Salfords) یک روستا در بریتانیا است که در سالفوردز و سیدلو واقع شده‌است.